# 王宪榕
王宪榕（1952年—2024年4月17日），山西左权人，汉族，中华人民共和国政治人物、第十一届全国人民代表大会福建地区代表。
毕业于厦门大学经济系财会专业，是中共党员。担任厦门建发集团董事长。2008年起担任全国人大代表。